# SN 2005jh
SN 2005jh – supernowa typu Ia odkryta 25 października 2005 roku w galaktyce A232004-0003. W momencie odkrycia miała maksymalną jasność 21,30m.